# Begegnung am Vormittag
Begegnung am Vormittag ist ein US-amerikanischer Spielfilm von Clint Eastwood aus dem Jahr 1973.

## Handlung
Frank Harmon ist ein geschiedener Makler mittleren Alters, der alleine in einem luxuriösen Haus in den Hollywood Hills lebt. Er ist ein Einzelgänger, der seine Einsamkeit genießt und es vermeidet, ernsthaftere Beziehungen mit Frauen zu führen.
Durch einen Zufall trifft er auf die unbeschwerte Breezy, einen 19-jährigen Freigeist, die sich als Anhalterin ein paar Dollar für ihren Lebensunterhalt erschnorrt. Mit ihrer unbekümmerten und unprätentiösen Lebenseinstellung trifft sie einen Nerv bei ihm, auch wenn er sich das zunächst nicht eingestehen will.
Breezy schafft es mit ihrem Charme, die selbstgebaute emotionale Mauer um den zynischen Frank niederzureißen, bald werden die beiden ein Paar. Doch sie leben nicht im luftleeren Raum und stoßen bei ihrer Umwelt auf Irritation und Unverständnis. Frank hat schwer damit zu kämpfen, während Breezy weiterhin völlig unbeeindruckt damit umgeht. Eine Beziehung auf Augenhöhe scheint auf den ersten Blick fast unmöglich zu sein aufgrund des Altersunterschieds, der Lebenserfahrung und der sozialen Stellung.
Schließlich kommt es zur Trennung, nachdem Franks Freund Bob ihm einen langen Vortrag über seine, Bobs, Midlife-Crisis gehalten hat. Frank bezieht diese Kritik auf sich und trennt sich noch am gleichen Abend auf sehr rüde Art und Weise von Breezy. Erst ein Schicksalsschlag, der seine Exfreundin Beth trifft, führt ihm vor Augen, wie unwichtig die Reaktion seiner Umwelt ist, und er kann Breezy zurückgewinnen.

## Kritik
„Ein blendend gespieltes modernes Märchen, unsentimental und ansprechend unterhaltend, wenn auch ein wenig oberflächlich inszeniert.“